# Kasper Działyński
Kasper Działyński herbu Ogończyk (ur. 1597, zm. 19 marca 1646 w Lubawie) – rotmistrz koronny, sekretarz królewski, dziekan włocławski, następnie biskup chełmiński od 1639.

## Życiorys
Syn Michała wojewody brzeskokujawskiego i inowrocławskiego oraz Elżbiety Czemianki, wojewodzianki pomorskiej. Wykształcenie zdobył w kolegium jezuickim.
W 1621 był rektorem Uniwersytetu w Padwie.
Walczył jako rotmistrz pod Stanisławem Koniecpolskim ze Szwedami. Poseł na sejm 1629 z województwa inowrocławskiego,
deputat do Trybunału Skarbowego Koronnego.
Studia teologiczne odbył w Rzymie, tam też otrzymał święcenia kapłańskie. Po powrocie objął dziekanię włocławską. W 1631 ufundował klasztor reformatów w Pakości, w 1641 r. jego staraniem przebudowano kościół Trójcy Świętej w Działyniu.
W 1639 otrzymał nominację na biskupstwo chełmińskie. Przeprowadził wizytację generalną biskupstwa, odbyła w 1641 r. synod diecezjalny w Lubawie regulujący szeroki wachlarz spraw diecezjalnych. W 1641 ustanowił urząd sufragana, wznowił w 1643 w Toruniu procesję Bożego Ciała. Za jego rządów w diecezji odbyło się także w Toruniu głośne Colloquium charitativum.
W czasie pełnienia posługi biskupiej, nosił się z zamiarem przeniesienia do Chełmna również rzeczywistej, nie tylko tytularnej, stolicy diecezji chełmińskiej, a kościół farny podnieść do rangi katedry biskupiej, jednak na skutek ostrego protestu kapituły chełmińskiej zamysł nie doczekał się realizacji. Pochowany w Chełmży.